# Eupyra demaculata
Eupyra demaculata är en fjärilsart som beskrevs av Embrik Strand 1917. Eupyra demaculata ingår i släktet Eupyra och familjen björnspinnare. Inga underarter finns listade i Catalogue of Life.